# Kraftwerk Camden
Das Kraftwerk Camden (englisch: Camden Power Station) ist ein Kohlekraftwerk des staatlichen südafrikanischen Energieversorgers Eskom mit einer installierten Leistung von 1,6 GW. Camden ist eines der drei älteren Kohlekraftwerke, die eine Zeit lang eingemottet waren, aber heute wieder in Betrieb sind. Die Anlage ist ein Schachtkopf-Kraftwerk, das die Steinkohle aus der angegliederten Kohlengrube verbrennt.

## Anlage
Die etwa 200 km östlich von Johannesburg in der Nähe von Ermelo in der Provinz Mpumalanga gelegene Anlage besteht aus acht 200-MW-Blöcken, die zwischen 1967 und 1969 in Betrieb genommen wurden. Die Baukosten betrugen 126 Millionen Rand. Von Camden aus begann der Aufbau des 400-kV-Hochspannungsnetzes in Südafrika. In der 383 m langen Turbinenhalle stehen sechs quer angeordnete zweigehäusige Turbinensätze von CA Parsons, einer britischen Firma, deren Turbinenbereich später von Siemens übernommen wurde. Die Kessel stammen von International Combustion. Das Kraftwerk verfügt über vier 154 m hohe Schornsteine und wird von sechs 112 m hohen Nasskühltürmen gekühlt.
1988 wurde die Hälfte der Anlage eingemottet, die andere Hälfte folgte 1990.
Die stark gestiegene Energienachfrage führte 2003 zum Entscheid, drei eingemottete Kraftwerke wieder in Betrieb zu nehmen. Das Projekt wurde Return-to-Service, abgekürzt RTS genannt, und umfasst die Wiederinbetriebnahme der drei Kraftwerke Camden, Grootvlei und Komati. 2005 ging der ausgemottete Block 6 des Kraftwerkes wieder ans Netz, die restlichen Blöcke folgten bis März 2010.